# James Hillier

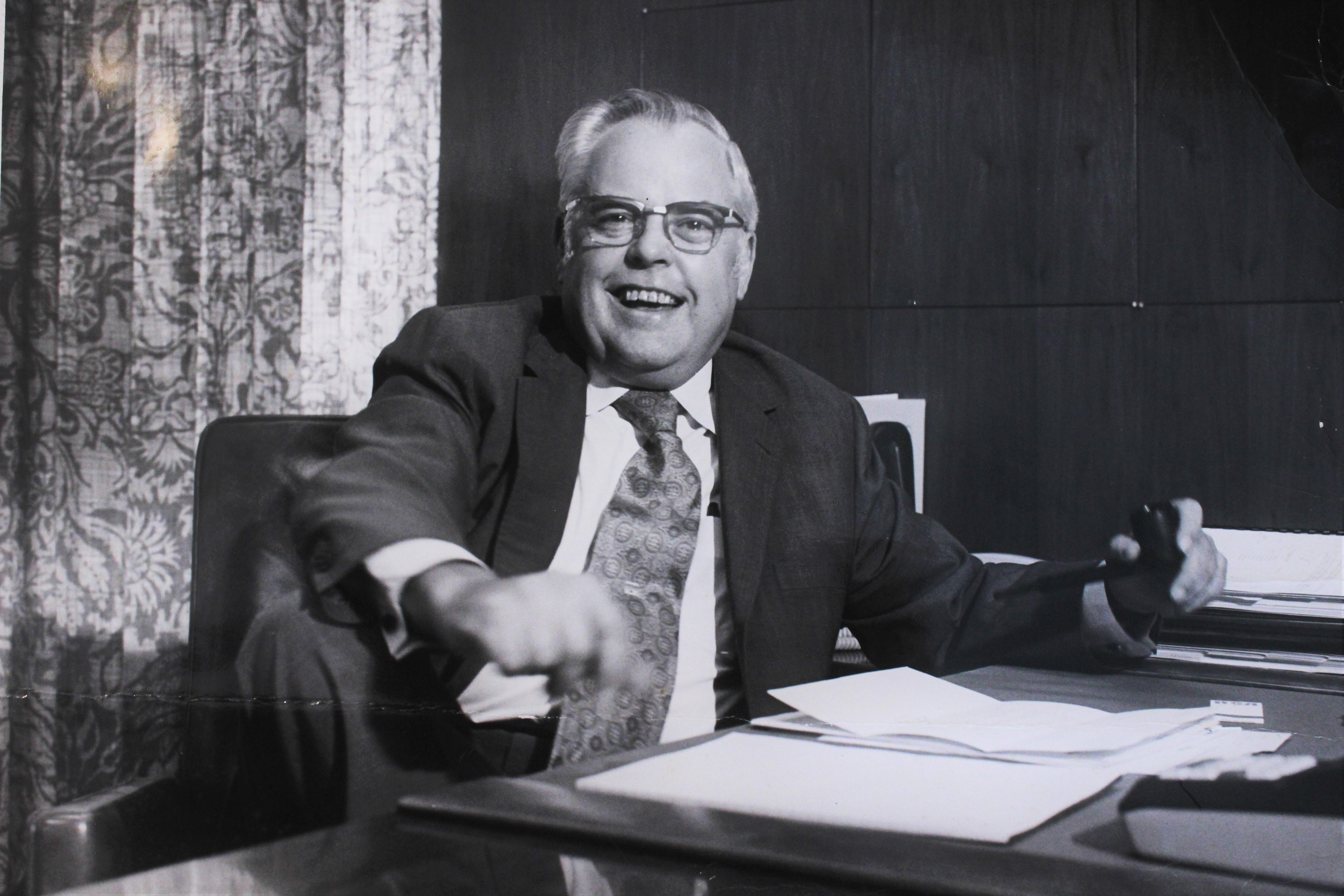
James Hillier

James Hillier (* 22. August 1915 in Brantford, Ontario; † 15. Januar 2007 in Princeton (New Jersey)) war ein kanadischer Wissenschaftler und Erfinder, der 1938 (nach Ernst Ruska) zusammen mit Albert F. Prebus (* 19. April 1913 in Edmonton, Alberta; später Professor für optische Physik an der Ohio State University; † 16. Dezember 1997 in Columbus, Ohio) unter der Leitung von Eli Franklin Burton das erste praktikable Elektronenmikroskop in Nordamerika baute.
Bis 1941 studierte er an der University of Toronto und wurde dann von Vladimir Zworykin bei RCA in Camden (New Jersey) engagiert, wo er bis 1977 arbeitete. 1993 gründete er die James Hillier Foundation. 1944 wurde er Fellow der American Physical Society. 1960 wurde er mit dem Albert Lasker Award for Basic Medical Research ausgezeichnet, 1997 mit dem Order of Canada.
Sein Sohn Bill Hillier produzierte in den 1980er Jahren die Fernsehshow Jumble.